# Kuria Rzymska
Kuria Rzymska – aparat administracyjny, przez który papież sprawuje swoją władzę. Kuria składa się z dykasterii i innych urzędów, z których każdy ma swój zakres działania, co wiąże się z odpowiedzialnością oraz odpowiednimi kompetencjami. Najważniejszymi dykasteriami Kurii są Sekretariat Stanu oraz kongregacje. Kolejne miejsca w hierarchii zajmują rady i komisje papieskie. Oprócz stałych urzędów papież może zwoływać na konsystorz Kolegium Kardynałów w celu konsultowania szczególnie trudnych kwestii. Powołano w szczególności Komisję Kardynalską ds. Organizacji i Problemów Ekonomicznych Stolicy Apostolskiej, która zajmuje się zarządzaniem finansami Watykanu. Kuria stanowi osobisty personel papieża i jej organizacja zależy całkowicie od niego.

## Historia
Pierwszym stałym organem jaki pomagał papieżowi w zarządzaniu Kościołem była Kancelaria Apostolska. Z czasem, wraz z rozrostem spraw przynależnych papieżowi, zaczęły powstawać nowe dykasterie, wyłaniając się z Kancelarii. W średniowieczu powstały tak ważne organy jak: Kamera Apostolska i Dataria. W tym okresie zaczęły krystalizować się też trybunały papieskie: Sygnatura Apostolska i Rota Rzymska. Powstanie nowych instytucji wiązało się szczególnie z reformami Soboru trydenckiego i powstaniem kongregacji. Czołową rolę w reorganizacji Kurii, w tym okresie, spełnił papież Sykstus V (1585-1590) wydając 22 stycznia 1588 roku konstytucję Immensa aeterni Dei. Kolejna duża reforma Kurii to decyzje Piusa X (konstytucja apostolska Sapienti consilio z 29 czerwca 1908).
Dotychczasowy kształt Kurii wynikał ze zmian dokonanych po Soborze watykańskim II. Odnowę w jego duchu, rozpoczął papież Paweł VI (konstytucja apostolska Regimini Ecclesiae Universae, motu proprio Quo aptius), a kontynuował papież Jan Paweł II (konstytucja apostolska Pastor Bonus).
5 czerwca 2022 weszła w życie konstytucja apostolska Praedicate Evangelium, reformująca Kurię Rzymską a zastępująca dot. konstytucję Pastor Bonus.
Do nieistniejących już dykasterii Kurii Rzymskiej należą:
- Kancelaria Apostolska (IV w.-1973),
- Dataria Apostolska (XIV w.-1967),
- Sekretariat ds. Memoriałów (XVII w.-1908),
- Sekretariat Brewe do Władców i Listów Łacińskich,
- Sekretariat Brewe Apostolskich – początkowo odrębny urząd, następnie III sekcja Sekretariatu Stanu[3],
- Święta Konsulta (1559-1870),
- Kongregacja Indeksu (1572-1917),
- Kongregacja ds. Obrzędów (1588-1969),
- Kongregacja Dobrego Rządu (1592-1847),
- Kongregacja ds. Egzaminowania Biskupów (1592-1903),
- Kongregacja ds. Wizytacji Apostolskich (1592-1908),
- Kongregacja ds. Odpustów i Świętych Relikwii (1593-1904),
- Kongregacja ds. Biskupów i Zakonników (1594–1908),
- Kongregacja ds. Wód (ok. 1605-1847),
- Kongregacja ds. Kościelnych Immunitetów (1626-1908),
- Kongregacja ds. Ceremoniału (1627-1968),
- Kongregacja ds. Granic Państwa Kościelnego (1627-1814, następnie Sekretariat ds. Granic 1814–1856),
- Kongregacja ds. Rezydencji Biskupów (1635–1908),
- Rada Międzynarodowych Spraw Kościelnych,
- Papieska Rada ds. Środków Społecznego Przekazu (1948-2016),
- Sekretariat Jedności Chrześcijan (1960-1988) – obecnie Dykasteria do spraw Popierania Jedności Chrześcijan,
- Sekretariat dla Niechrześcijan (1964-1988) – obecnie Dykasteria ds. Dialogu Międzyreligijnego,
- Sekretariat ds. niewierzących (1965-1993),
- Prefektura Ekonomicznych Spraw Stolicy Apostolskiej (1967-2016),
- Papieska Rada ds. Świeckich (1967-2016),
- Papieska Rada Iustitia et Pax (1967-2016),
- Papieska Rada ds. Duszpasterstwa Migrantów i Podróżujących (1970-2016),
- Papieska Rada Cor Unum (1971-2016),
- Papieska Rada ds. Rodziny (1981-2016),
- Papieska Rada ds. Duszpasterstwa Służby Zdrowia (1985-2016),
- Papieska Komisja Ecclesia Dei – (1988-2019),
- Papieska Komisja ds. Kościelnych Dóbr Kultury (1988-2012) – włączona do Papieskiej Rady Kultury,
- Stała Komisja Międzydykasterialna ds. Równomiernego Rozmieszczenia Kapłanów na Świecie (1991-2013) – przewodniczącym był z urzędu Prefekt Kongregacji Edukacji Katolickiej,
- Papieska Rada ds. Nowej Ewangelizacji (2010-2022) – połączona z Kongregacją ds. Ewangelizacji Narodów tworząc Dykasterię ds. Ewangelizacji,
- Papieska Rada ds. Kultury (1982-2022) – połączona z Kongregacją Edukacji Katolickiej tworząc Dykasterię ds. Kultury i Edukacji,
- Kongregacja ds. Ewangelizacji Narodów (1988-2022) – połączona z Papieską Radą ds. Nowej Ewangelizacji tworząc Dykasterię ds. Ewangelizacji,
- Kongregacja ds. Edukacji Katolickiej (1824–2022) – połączona z Papieską Radą ds. Kultury tworząc Dykasterię ds. Kultury i Edukacji,
- Komitet Vox Clara (2001–2017).

## Sekretariat Stanu
Jest to najważniejszy urząd w całej Kurii Rzymskiej, który dzieli się na dwie sekcje: spraw ogólnych oraz do spraw relacji z państwami. Na jego czele stoi sekretarz stanu, kard. Pietro Parolin. Pozostali pracownicy to sekretarz ds. przedstawicielstw papieskich, szef biura do specjalnych poruczeń oraz szef protokołu.

### Sekcja Spraw Ogólnych
Sekcja prowadzi bieżące sprawy, związane z działalnością papieża, w tym w kontaktach z dykasteriami Kurii Rzymskiej. Sekcja redaguje dokumenty, których opracowanie powierza jej papież, wykonuje akty urzędowe związane z nominacjami w Kurii Rzymskiej, określa funkcje działalnością przedstawicieli (nuncjuszy) Stolicy Apostolskiej wobec kościołów lokalnych, zajmuje się działalnością ambasad przy Stolicy Apostolskiej, kieruje oficjalnymi środkami przekazu Stolicy Apostolskiej, publikuje «Acta Apostolicae Sedis» i «Annuario Pontificio». Kieruje nią substytut ds. ogólnych abp Edgar Peña Parra przy pomocy asesora do spraw ogólnych.

### Sekcja ds. Relacji z Państwami
Zadaniem Sekcji ds. Relacji z Państwami są kontakty z rządami państw. Do kompetencji Sekcji należy zawieranie konkordatów albo podobnych umów, reprezentowanie Stolicy Apostolskiej w organizacjach międzynarodowych. Sekcja także uzgadnia nominacje w kościołach partykularnych, a także zmianę ich struktur. Kieruje nią sekretarz ds. relacji z państwami abp Paul Gallagher przy pomocy podsekretarza.

### Sekcja Personelu Dyplomatycznego
Sekcja Personelu Dyplomatycznego, którą kieruje arcybiskup, który jest Sekretarzem ds. Reprezentacji Papieskich. Sekcja trzecia ma za zadanie nadzorowanie korpusu dyplomatycznego Stolicy Apostolskiej, pracującego na całym świecie. Kieruje nią abp Luciano Russo.

## Dykasterie

### Dykasteria ds. Ewangelizacji
utworzona z połączenia Kongregacji ds. Ewangelizacji Narodów oraz Papieskiej Rady ds. Nowej Ewangelizacji. Prefekt: papież Leon XIV, proprefekci: kard. Luis Antonio Tagle i abp Salvatore Fisichella.

### Dykasteria Nauki Wiary
Wcześniej zwana była jako „Kongregacja Świętego Oficjum” oraz „Kongregacja Rzymskiej i Powszechnej Inkwizycji”. Podstawowym zadaniem tej kongregacji jest dbanie o prawowierne głoszenie i obronę świętej wiary katolickiej w całym Kościele. Do jej kompetencji należą wszystkie sprawy, dotyczące doktryny wiary lub moralności. Kongregacja jest odpowiedzialna za weryfikację pism teologicznych pod kątem zgodności z wiarą katolicką oraz wykładowców teologii, którzy zostali oskarżeni o błędne poglądy. Kongregacja publikuje deklaracje dotyczące konkretnych pytań z zakresu wiary i moralności, śledzi i weryfikuje prywatne objawienia. Kongregacja Nauki Wiary czuwa również nad pracami Papieskiej Komisji Biblijnej i Międzynarodowej Komisji Teologicznej. Prefekt: kard. Victor Manuel Fernández. Podlega jej:
- Międzynarodowa Komisja Teologiczna – jej sekretarzem jest ks. prał. Piero Coda
- Papieska Komisja Biblijna

### Dykasteria ds. Posługi Miłosierdzia
Prefekt: kard. Konrad Krajewski, jałmużnik papieski

### Dykasteria ds. Kościołów Wschodnich
Jest ona odpowiedzialna za problemy dotyczące obrządków wschodnich i ich hierarchii. W jej kompetencji znajdują się wszystkie sprawy, które w przypadku obrządku łacińskiego są załatwiane przez inne dykasterie. Jako jedyna kongregacja nie obraduje plenarnie. Prefekt: kard. Claudio Gugerotti

### Dykasteria ds. Kultu Bożego i Dyscypliny Sakramentów
Jest odpowiedzialna za liturgię i sakramenty. Kongregacja akceptuje przekłady tekstów liturgicznych na języki narodowe. Zajmuje się również sztuką sakralną i muzyką kościelną, sprawami świętych relikwii i świętych patronów. Prefekt: kard. Arthur Roche

### Dykasteria Spraw Kanonizacyjnych
Prowadzi procesy beatyfikacyjne i kanonizacyjne: bada przebieg życia i pisma kandydatów oraz odpowiada za weryfikację i zabezpieczanie relikwii. Powstała w 1969. Prefekt: kard. Marcello Semeraro

### Dykasteria ds. Biskupów
Jedna z najważniejszych dykasterii. Do jej zadań należy ustanawianie, dzielenie i łączenie diecezji, oraz rekomendowanie kandydatur biskupów papieżowi. Dykasteria także przyjmuje raporty biskupów diecezjalnych z pracy i problemów diecezji i organizuje ich wizyty ad limina apostolorum (czyli do progów apostolskich). Prefekt: wakat

### Dykasteria ds. Duchowieństwa
Zajmuje się sprawami diecezjalnych księży i diakonów oraz seminariami duchownymi: dyscypliną wśród księży, powołaniami. Prefekt: kard. Lazarus You Heung-sik

### Dykasteria ds. Instytutów Życia Konsekrowanego i Stowarzyszeń Życia Apostolskiego
Troszczy się o sprawy zakonów: zatwierdza nowe zgromadzenia oraz zmiany w regułach zakonnych itp. Kongregacja może rozwiązać zgromadzenie, a także zwolnić zakonnika ze ślubów. Prefekt: s. Simona Brambilla IMC; pro-prefekt: kard. Ángel Fernández Artime SDB

### Dykasteria ds. Świeckich, Rodziny i Życia
Zgodnie z motu proprio papieża Franciszka rozpoczęła działalność 1 września 2016 roku. Przejęła kompetencje zlikwidowanych Papieskich Rad: ds. Świeckich i ds. Rodziny. Prefekt: kard. Kevin Farrell LC

### Dykasteria ds. Popierania Jedności Chrześcijan
Odpowiedzialna za dialog ekumeniczny i relacje z innymi wyznaniami chrześcijańskimi, a także za kontakty z wyznawcami judaizmu. 
prefekt: kard. Kurt Koch
Przy Dykasterii tej działa:
- Komisja ds. Kontaktów Religijnych z Judaizmem

przewodniczący komisji: kard. Kurt Koch.

### Dykasteria ds. Dialogu Międzyreligijnego
Zajmuje się relacjami między Kościołem a religiami niechrześcijańskimi; nie zajmuje się relacjami z innymi wyznaniami chrześcijańskimi, ani z judaizmem - tymi zajmuje się Dykasteria ds. Popierania Jedności Chrześcijan.
prefekt: kard. George Jacob Koovakad
W jej ramach działa:
- Komisja ds. Kontaktów Religijnych z Muzułmanami

przewodniczący komisji: kard. George Jacob Koovakad

### Dykasteria ds. Kultury i Edukacji
Dykasteria składa się z Sekcji Kultury, która zajmuje się promocją kultury, animacją duszpasterską i wzbogacaniem dziedzictwa kulturowego, oraz z Sekcji Edukacji, która opracowuje podstawowe zasady wychowania w odniesieniu do szkół, wyższych uczelni katolickich i kościelnych oraz instytutów badawczych, a także odpowiada za apele hierarchiczne w tych sprawach. Prefekt: kard. José Tolentino Mendonça

### Dykasteria ds. Integralnego Rozwoju Człowieka
Zgodnie z motu proprio papieża Franciszka rozpoczęła działalność 1 stycznia 2017 roku. Przejęła kompetencje zlikwidowanych Papieskich Rad: Iustitia et Pax, Cor Unum, ds. Duszpasterstwa Migrantów i Podróżujących oraz ds. Duszpasterstwa Chorych i Służby Zdrowia. Prefekt: kard. Michael Czerny SJ

### Dykasteria ds. Tekstów Prawnych
Zajmuje się interpretacją prawa kanonicznego. 
prefekt: abp Filippo Iannone

### Dykasteria ds. Komunikacji
Zarządza instytucjami medialnymi Stolicy Apostolskiej. Prefekt: Paolo Ruffini

## Trybunały

### Najwyższy Trybunał Sygnatury Apostolskiej
Trybunał apelacyjny dla Roty Rzymskiej. W sądownictwie kościelnym rodzaj sądu najwyższego. Prefekt: kard. Dominique Mamberti

### Penitencjaria Apostolska
Trybunał odpowiedzialny za sprawy sakramentu spowiedzi. Penitencjariusz większy: kard. Angelo De Donatis

### Trybunał Roty Rzymskiej
Sąd apelacyjny dla trybunałów lokalnych (głównie sprawy związane z sakramentem małżeństwa) oraz sąd pierwszej instancji w sprawach, które przekraczają kompetencje trybunałów lokalnych. Dziekan: abp Alejandro Arellano Cedillo

## Synod Biskupów
Zebranie przedstawicieli Episkopatów (biskupów) z różnych regionów świata w celu omówienia zagadnień związanych z działalnością Kościoła. Podlega bezpośrednio papieżowi, posiada też własne struktury organizacyjne, takie jak Sekretariat Generalny. Obecnie Sekretarzem Generalnym Synodu jest kard. Mario Grech.

## Urzędy
- Kamera Apostolska – przejmuje szereg spraw podczas wakatu na Stolicy Apostolskiej; – kard. Kevin Farrell.
- Administracja Dóbr Stolicy Apostolskiej – zarządza dobrami Watykanu; – obecnie kieruje nią abp Giordano Piccinotti.
- Sekretariat ds. Gospodarczych Stolicy Apostolskiej – Maximino Caballero Ledo
- Prefektura Domu Papieskiego – odpowiedzialna za organizowanie audiencji oraz zarządzanie apartamentami papieskimi; wakat
- Urząd Papieskich Celebracji Liturgicznych – odpowiedzialny za organizację papieskich ceremonii liturgicznych, asystowanie papieżowi podczas liturgii; – abp Diego Giovanni Ravelli.
- Biuro Prasowe Stolicy Apostolskiej – Matteo Bruni
- Centralny Urząd Statystyczny Kościoła – ks. prał. Tomislav Ɖukez

## Komisje papieskie
- Papieska Komisja Archeologii Sakralnej – obecnie kieruje nią ks. prał. Pasquale Iacobone
- Papieska Komisja ds. Ameryki Łacińskiej – obecnie stanowisko przewodniczącego wakuje
- Papieska Komisja ds. Ochrony Małoletnich – powołana w 2014 roku; przewodniczącym jest kard. Seán O’Malley
- Papieska Komisja ds. Państwa Watykańskiego – patrz niżej: Instytucje Państwa Watykańskiego
- Papieska komisja referująca o organizacji struktury ekonomiczno-administracyjnej Stolicy Apostolskiej

## Stałe komisje międzydykasterialne
- Stała Komisja Międzydykasterialna ds. Kościołów Lokalnych, ich Obsadzania, Tworzenia i Zmian – przewodniczący: kard. Pietro Parolin
- Stała Komisja Międzydykasterialna ds. Kościoła w Europie Wschodniej – przewodniczący: kard. Pietro Parolin
- Stała Komisja Międzydykasterialna ds. Zakonów Pracujących na Misjach – przewodniczący: kard. Luis Antonio Gokim Tagle
- Stała Komisja Międzydykasterialna ds. Formacji Kandydatów do Kapłaństwa – przewodniczący: kard. Lazzaro You Heung-sik
- Komisja Międzydykasterialna ds. Katechizmu Kościoła Katolickiego – obecnie kieruje nią abp Salvatore Fisichella

## Inne ciała kolegialne
- Rada Kardynałów Doradców do pomocy w zarządzaniu Kościołem powszechnym i zmiany Konstytucji apostolskiej Pastor Bonus o Kurii Rzymskiej – koordynator – kard. Óscar Andrés Rodríguez Maradiaga
- Rada Koordynacyjna Akademii Papieskich
- Rada ds. Ekonomicznych Stolicy Apostolskiej – koordynator kard. Reinhard Marx
- Najwyższy Komitet Papieskich Dzieł Misyjnych
- Papieski Komitet Nauk Historycznych – przewodniczący: o. Marek Inglot SI
- Papieski Komitet ds. Międzynarodowych Kongresów Eucharystycznych – odpowiedzialny za przygotowanie i realizację międzynarodowych kongresów eucharystycznych – obecnie kieruje nią o. Corrado Maggioni
- Komisja Kardynałów nadzorująca Instytut Dzieł Religijnych – sprawuje nadzór nad Instytutem Dzieł Religijnych – przewodniczący kard. Christoph Schönborn
- Komisja Dyscyplinarna Kurii Rzymskiej – obecnie kieruje nią Prof. Vincenzo Buonomo
- Komisja Adwokatów – przewodniczący kard. Dominique Mamberti

## Instytucje związane ze Stolicą Apostolską
- Apostolskie Archiwum Watykańskie – abp Giovanni Cesare Pagazzi
- Apostolska Biblioteka Watykańska – abp Giovanni Cesare Pagazzi
- L’Osservatore Romano – dyrektor prof. Andrea Monda
- Urząd Dobroczynności Apostolskiej – zajmuje się rozpatrywaniem próśb i ewentualnie przyznawaniem skromnych datków oraz udzielaniem błogosławieństw w formie reskryptu lub wypisanym na ozdobnym pergaminie – obecnie urząd Jałmużnika Papieskiego pełni kard. Konrad Krajewski
- Fundusz Opieki Medycznej
- Fabryka Świętego Piotra – obecnie kieruje nią kard. Mauro Gambetti.
- Administracja Bazyliki św. Piotra
- Instytut Dzieł Religijnych – bank należący do Stolicy Apostolskiej i Państwa Watykańskiego – jego szefem jest Jean-Baptiste de Franssu
- Urząd Informacji Finansowej – organ kontrolny, kieruje nim Carmelo Barbagallo
- Biuro Pracy Stolicy Apostolskiej – obecnie kieruje nim ks. prał. Marco Sprizzi.
- Agencja Stolicy Apostolskiej do Spraw Oceny i Promocji Jakości Kształcenia na Uniwersytetach i Wydziałach Kościelnych – obecnie kieruje nią ks. Armand Puig i Tàrrech.
- Papieski Chór Muzyczny Kaplicy Sykstyńskiej – ks. prał. Marcos Pavan
- Biuro Audytora Generalnego – dr Alessandro Cassinis Righini

## Gwardia Szwajcarska
Piesza formacja wojskowa, pełniąca rolę straży przybocznej papieża – obecnie kieruje nią płk Christoph Graf

## Diecezja rzymska
- Wikariat Rzymski – obecnie wikariuszem Rzymu jest kard. Baldassarre Reina.
- Wikariat Państwa Watykańskiego – obecnie wikariuszem państwa watykańskiego jest kard. Mauro Gambetti.

## Instytucje Państwa watykańskiego

### Papieska Komisja ds. Państwa Watykańskiego
Komisja jest jednoizbowym parlamentem Watykanu, uchwala prawo, które do wejścia w życie potrzebuje jednak sankcji papieża. Obecnie kieruje nią s. Raffaella Petrini. Organem doradczym jest:
Rada Państwa – ciało, w skład którego wchodzi 7 członków, z których jeden jest Radcą Generalnym

### Gubernatorat Państwa Miasto Watykan
Stanowi organ wykonawczy Komisji ds. Państwa watykańskiego oraz papieża w kwestii zarządu Watykanem. Jest faktycznie rządem Watykanu, zajmującą się administrowaniem tego niewielkiego państwa. Przewodniczącym (Prezydentem) jest z urzędu Przewodniczący Papieskiej Komisji ds. Państwa Watykańskiego, czyli s. Raffaella Petrini. Podlegają jej m.in.:
- Departament Bezpieczeństwa i Obrony Cywilnej Gubernatoratu Państwa Watykańskiego – Gianluca Gauzzi Broccoletti
  - Korpus Żandarmerii Państwa Miasto Watykan – Generalny Inspektor Gianluca Gauzzi Broccoletti
  - Korpus Straży Pożarnej Państwa Watykańskiego – Gianluca Gauzzi Broccoletti
- Obserwatorium Watykańskie – ośrodek badań astrofizycznych w Castel Gandolfo  – obecnie kieruje nim o. Guy Joseph Consolmagno. Powiązana jest z nim:
  - Watykańska Grupa Badawcza – ośrodek badań astrofizycznych w Tucson.
- Muzea Watykańskie – dyrektor dr Barbara Jatta
- Apteka Watykańska

### Trybunały
- Sąd Kasacyjny
- Sąd Apelacyjny
- Trybunał I instancji
- Pojedynczy sędzia

### Inne instytucje
- Dom św. Marty – dyrektor bp Andrea Ripa
- Stała Komisja Ochrony Zabytków Historycznych i Artystycznych w Stolicy Apostolskiej – Przewodniczący dr Francesco Buranelli

## Akademie papieskie
- Papieska Akademia Pro Vita – towarzystwo naukowe doradzające w sprawach bioetyki i świętości ludzkiego życia; – obecnie kieruje nią ks. Renzo Pegoraro.
- Papieska Akademia Nauk – instytucja naukowa doradzająca w dziedzinie nauk przyrodniczych, kieruje nią prof. Joachim von Braun.
- Papieska Akademia Nauk Społecznych – rektor s. Helen Alford, O.P.
- Papieska Akademia Teologiczna[6] – rektor bp Antonio Staglianò
- Papieska Akademia Kościelna – rektor abp Salvatore Pennacchio
- Papieska Akademia im. św. Tomasza z Akwinu – prezydent o. Serge-Thomas Bonino
- Papieska Akademia Archeologii Rzymskiej – Dr. Maurizio Sannibale
- Papieska Międzynarodowa Akademia Maryjna – obecnie kieruje nią o. Stefano Cecchin OFM[7]
- Akademia Sztuk Pięknych – obecnie kieruje nią Prof. Pio Baldi[8]
- Papieska Akademia Cultorum Martyrum – rektor Prof. Raffaella Giuliani
- Papieska Akademia Języka Łacińskiego – rektor Prof. Mario De Nonno